# У пастці
У пастці — американський трилер 2021 року. Режисер С. К. Дейл; сценарист Джейсон Карві; продюсери Джеффрі Грінштейн і Девід Леслі Джонсон. Прем'єра в Україні відбулася 2 вересня 2021 року.

## Про фільм
Емма вважає себе щасливою жінкою — вона одружена з прекрасним чоловіком, який дуже багатий й потурає всім бажанням дружини. Досі закохані чоловік і дружина часто влаштовували романтичні вихідні в своєму будиночку на озері, подалі від міської метушні. Цього разу вони вирішили повеселитися від душі та влаштувати незабутній вечір з шампанським, свічками і танцями під місяцем, завершивши все пристрасною ніччю.
Вранці Емма опинилася у ситуації, з якої вона вбачає один-єдиний вихід — вижити будь-якою ціною. Її чоловіка вбили — ті, хто дуже хотів йому помститися. Власне, кілери були найняті вбити подружжя. Одначе сталося так, що Емма вижила. Тепер убивці прагнуть і її смерті, й вони вже в дорозі — два кілери мали роздобути важливу інформацію, яку чоловік Емми зберігає десь в будинку (перш ніж усунути дівчину, як небезпечного свідка).
Чиє бажання помсти виявиться сильнішим — найманих вбивць чи вдови, поряд з якою понівечений труп чоловіка?

## Знімались
| Актор         | Роль       |
| ------------- | ---------- |
| Меган Фокс    | Емма       |
| Овен Макен    | Марк       |
| Каллан Мелвей | Боббі Рей  |
| Амл Амін      | Том        |
| Лілі Річ      | асистентка |